# Peking–Sanghaj-vasútvonal
Ez a szócikk az alacsonyabb sebességű vasútvonalról szól. A nagysebességű vasútvonalhoz lásd a Peking–Sanghaj nagysebességű vasútvonal szócikket!

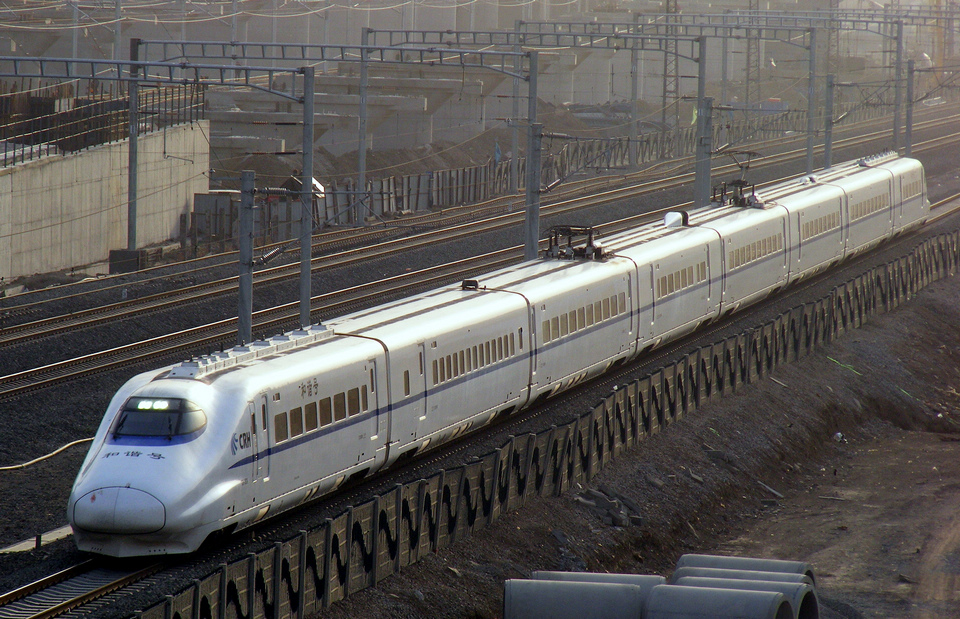
Nagysebességű motorvonat a vonalon

A Peking–Sanghaj-vasútvonal (Ismert még mint Jinghu railway (egyszerűsített kínai írással: 京沪铁路; tradicionális kínai írással: 京滬鐵路; pinjin: Jīnghù tiĕlù) egy részben kétvágányú, 25 kV 50 Hz-cel villamosított hagyományos vasútvonal Kínában Peking és Sanghaj között. A vonal hossza 1462 km, mely összekapcsolja az ország két legnagyobb városát. A leggyorsabb járatok a két város közötti utat megállás nélkül 10 óra alatt teszik meg. A vonalat teljes hosszában 1968-ban adták át. Napjainkban Kína egyik legforgalmasabb és legfontosabb vasúti korridora. Peking és Tiencsin között kétvágányú, Tiencsin és Sanghaj között háromvágányú a pálya. 2011. június 30-án megnyílt az új nagysebességű vonal a két város között, így a személyszállításban a jelentősége csökkent.

## Története
A vasútvonal három részletben épült meg. Az első rész Peking és Tiencsin között még 1910 előtt megépült. A második szakasz Tiencsin és Pukou között keresztezi a Jangce folyót. Itt a híd 1968-as felépüléséig kompok szállították át a vonatokat. A harmadik szakasz Nanking és Sanghaj között 1905 és 1908 között épült meg. 1927 és 1949 között, míg Kína fővárosa Nanjing volt, ezt a szakaszt hívták Jinghu vasútnak. Miután megépült a híd, a három szakasz eggyé vált, majd az egészet átnevezték a jelenlegi nevére.

## Kapcsolódó vonalak
A vasútvonal az alábbi egyéb vasútvonalakkal áll kapcsolatban:
- Pekingi föld alatti várost keresztező vasútvonal (Peking Főpályaudvar)
- Peking–Harbin-vasútvonal (Peking Déli pályaudvar, Peking Főpályaudvar)
- Peking–Tiencsin nagysebességű vasútvonal (Peking Déli pályaudvar)
- Peking–Sanghaj nagysebességű vasútvonal (Peking Déli pályaudvar)
- Peking-Kaulung-vasútvonal (Huangcun állomás, Fengtaj állomás)
- Peking-Kanton-vasútvonal (Huangcun állomás, Fengtaj állomás)
- Fengtaj-Sacseng-vasútvonal (Huangcun állomás, Fengtaj állomás)
- Tiencsin-Csicsou-vasútvonal (Hangoucsen állomás)
- Tianjin–Bazhou railway (Pejcang állomás)
- Tiencsin-Sanhajkuan-vasútvonal (Nancang állomás, Tiencsin Nyugati pályaudvar)
- Sicsiacsuang-Töcsou-vasútállomás (Töcsou állomás, Botou Railway Station)
- Töcsou-Tacsiava-vasútvonal (Huanghoja állomás)
- Hantan-Csinan-vasútvonal
- Jinan Railway (Csiaonan állomás, Dangjiazhuang Railway Station, Csihszi állomás)
- Csingtao-Csinan-vasútvonal (Csiaonan állomás, Jencseng állomás, Csihszi állomás, Csinan állomás)
- Tajan-Fejcseng-vasútvonal (Tajsan állomás)
- Hszintien-Tajan-vasútvonal (Ciyao Railway Station, Tajsan állomás)